# Carrollton (Illinois)
Pour les articles homonymes, voir Carrollton.
Carrollton est une ville de l'Illinois, dans le Comté de Greene aux États-Unis.